# جامعة جيمس ماديسون
جامعة جيمس ماديسون (بالإنجليزية: James Madison)‏ هي إحدى جامعات الأبحاث العامة في هاريسونبورغ ، فرجينيا . تأسست في عام 1908 كمدرسة حكومية صناعية للنساء في هاريسونبورغ، وفي عام 1938 تم تغيير اسمها إلى كلية ماديسون تشريفا للرئيس جيمس ماديسون، وفي عام 1977 تم تغيير اسمها للمرة الثانية لتصبح جامعة جيمس ماديسون. تقع الجامعة في وادي شيناندواه، غرب جبل ماسانوتن.

## الكليات
- كلية الآداب والآداب
- كلية إدارة الأعمال
- كلية التربية
- كلية العلوم والهندسة المتكاملة
- كلية العلوم والرياضيات
- كلية الصحة والدراسات السلوكية
- كلية الفنون البصرية والأدائية
- كلية الدراسات العليا
- كلية الشرف
- التواصل والمشاركة

## الحرم الجامعي

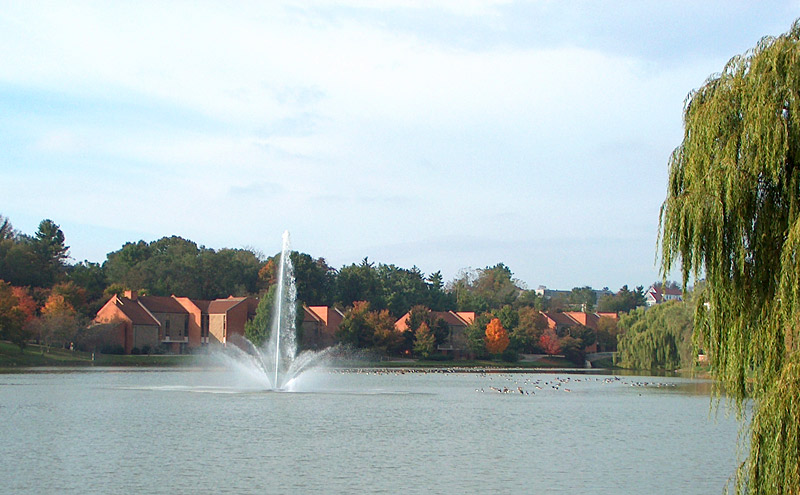
بحيرة نيومان

يتألف حرم الجامعة في الأصل من مبنيين، يُعرفان باسم جاكسون وموري هولز، ويضم الحرم الجامعي اليوم 148 مبنى رئيسيا على مساحة (2.92 كيلومتر مربع) ويعتبر هذا الحرم ثاني أكثر المواقع تصويرا في فرجينيا على مواقع التواصل الاجتماعي مثل إنستغرام وتويتر.
ينقسم الحرم الجامعي إلى خمسة أجزاء: بلوستون، هيلسايد، ليكسايد، سكاي لاين، والقرية. يشمل الحرم الجامعي معلما فريدا وهو بحيرة نيومان التي تبلغ مساحتها (39000 متر مربع) ، ويشمل أيضا مشتل إديث جيه كاريير، البالغة مساحته 125 فدانًا، يجمع المشتل حدائق نباتية طبيعية (33 فدانا) وغابة (92 فدانا) ، وهو المشتل الوحيد في فرجينيا الذي يقع حرم جامعة عامة.

## روابط خارجية
- الموقع الرسمي